# 特里尼蒂鎮區 (北卡羅萊納州蘭道夫縣)
特里尼蒂鎮區（英語：Trinity Township）是位於美國北卡羅萊納州蘭道夫縣的一個鎮區。

## 地方資料
特里尼蒂鎮區的面積為107.51平方千米，皆為陸地。根據2020年美國人口普查的數據，當地共有人口10170人，而人口密度為每平方千米94.6人。